# Кулевча (Одесская область)
Кулевча (укр. Кулевча, с 1945 по 1995 г. — Колесное) — село в  Саратском районе Одесской области

## Географическое положение
Село расположено на реке Хаджидер (на турецком — серебряная река). Центр сельского совета расположен в 22 км от пгт Сарата, в 13 км от автомагистрали Одесса — Измаил. В селе находится ж/д станция «Кулевча» на линии Одесса — Измаил.

## Население
Население по переписи 2001 года составляло 4032 человека, из них:
- болгары: 96 %
- украинцы: 1 %
- русские: 3 %

## История
Село Кулевча основано около 1830 г.
В конце XIV века Болгария попадает под влияние османского ига. Происходит истребление населения, уничтожения культуры и религии.
Это подтолкнуло жителей к эмиграции из болгарских земель в соседние с ней районы.
Село Кулевча, основано переселенцами из деревни Кюлевча Шуменской области Республики Болгарии. Эмиграция затянулась на целое столетие.
Болгарская колония Бессарабской губ., Аккерманского у., при р. Гадхидере: 250 двор., 1949 жит., правосл. церк., школа, метеорологическая станция, 6 лавок.
В с. Кулевча в 1835 году проживало всего 134 человека. Среди первых жителей чаще всего встречаются фамилии: Поповы, Алайбовы, Братиновы, Самокиш, Караулан, Стояновы, Димовы, Петровы, Пилевы, Петковы, Велковы, Минчевы, Станчевы, Райновы, Христодоровы, Николовы, Галюровы.
В 1842 году проживало более 450 душ. В 1870 году уже проживал 1401 житель, а в 1875 году было 1443 человека.
Кулевча быстро росла и развивалась. Уже в конце XIX — начале XX в. происходит расслоение крестьянства. Появляются бедняцкие хозяйства, которые лишились земли, а некоторые из них, не имея рабочего скота, сдавали её в аренду богатым. Владея большим количеством земли, кулаки широко использовали дешёвый наёмный труд. Появляется много мазанок, домиков с соломенными камышовыми крышами.
В центре села располагались 4 небольших лавки, 5 корчем, здания сельского правления и церковь, построенная на месте прежнего обветшавшего храма. В четырёхгодичной церковно-приходской школе в 1893 году обучалось 59 детей, занятия вели три учителя и местный священник.
В 1945 году Указом ПВС УССР село Кулевча переименовано в Колесное.
В 1995 году возвращено историческое название.